# أيزدية (مشيز بردسير)
أيزدية (بالفارسية: ایزدیه) هي قرية تقع في إيران في البلدة المركزية. يقدر عدد سكانها بـ 4 نسمة بحسب إحصاء 2016.